# Malcolmia turkestanica
Malcolmia turkestanica är en korsblommig växtart som beskrevs av Dmitrij Litvinov. Malcolmia turkestanica ingår i släktet strandlövkojor, och familjen korsblommiga växter. Inga underarter finns listade i Catalogue of Life.